# Phoenix (телеканал)

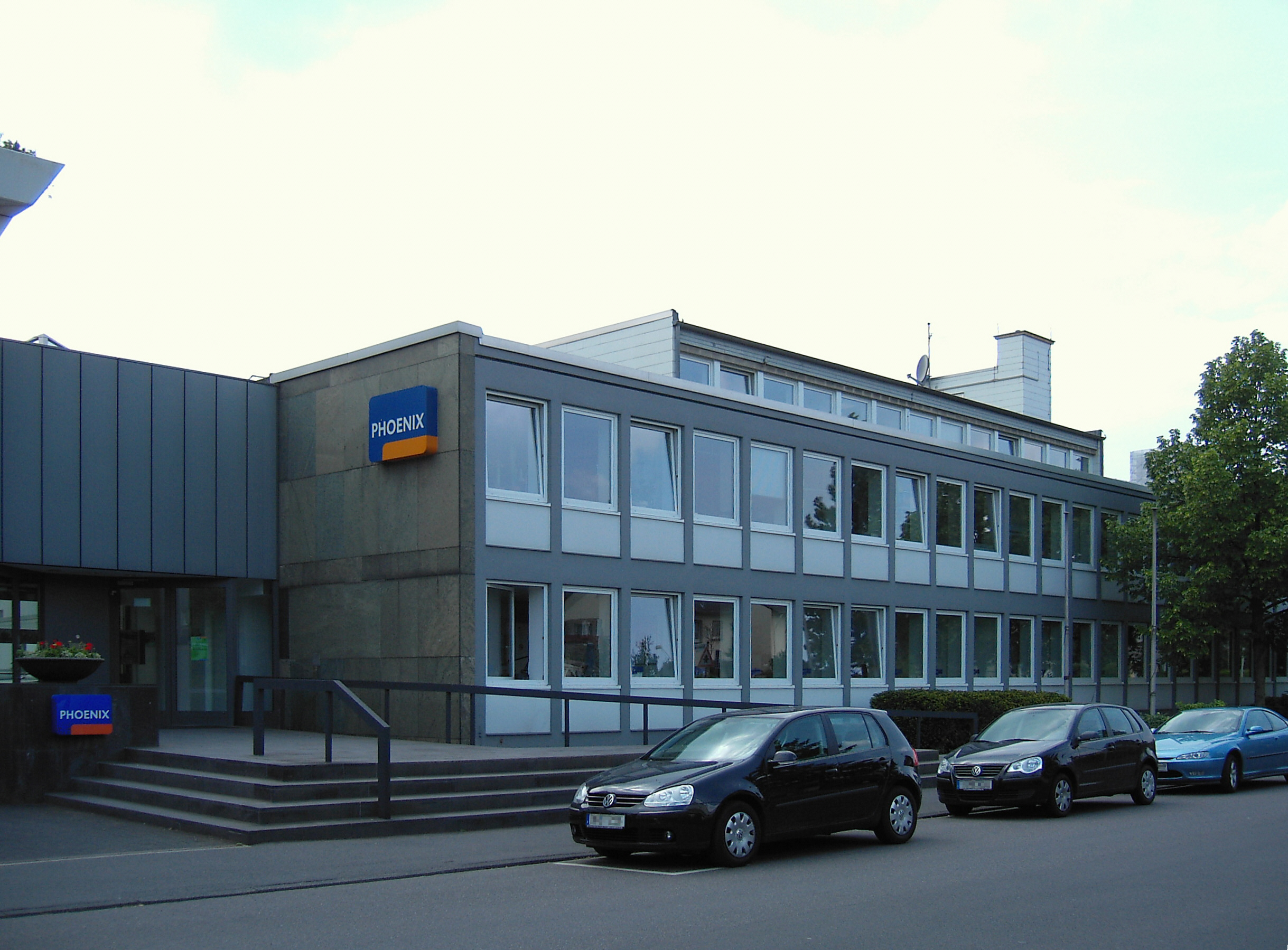
Телецентр в Бонне

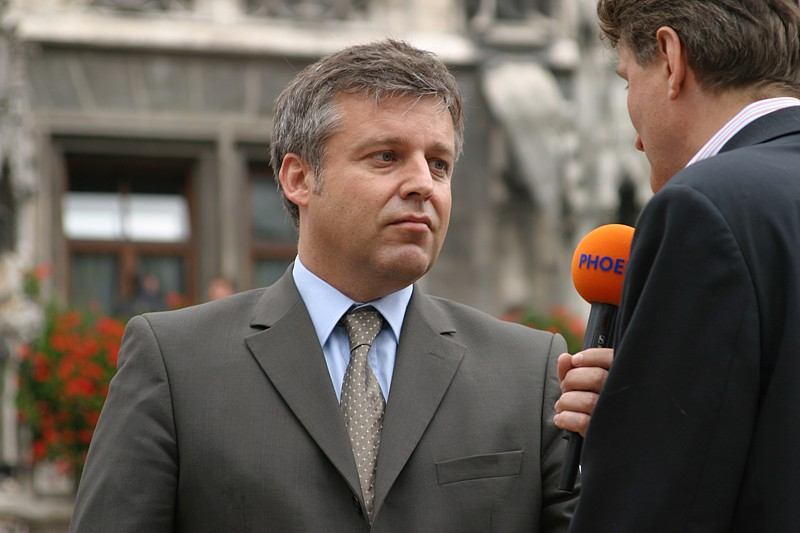
Phoenix-репортёр Heinz Abel берёт лайв-интервью

«Феникс» («Phoenix»)  — немецкая специализированная («парламентская») телепрограмма, совместная телепрограмма организаций всех немецких земель и Второго германского телевидения, координируемая Западно-Германским радио

## Передачи
Включает в себя выпуски новостей «Тагесшау» (с субтитрами) и телегазету «Хойте-Журналь», (доступная на языке жестов для немцев).
Основной новостной телепрограммой канала Phoenix является «Der Tag» (день), которая выходит в эфир в 11 вечера до полуночи. Протяжённость этой передачи по длительности гарантирует попадание в неё развёрнутых отчётов и интервью. В телешоу «Vor Ort» (на сцене) проходят прямые трансляции политических событий, публичные выступления важных личностей, пресс-конференции и показываются заседания Бундестага и Бундесрата.
В дневных ток-шоу (подобным Phoenix Runde — Phoenix Roundtable с Анне Гестайзен и Александром Кёхлером, «Unter den Linden» с Кристофом Минхоффом или Мишелем Хирцом) проходят обсуждения наиболее актуальных тем с экспертами и политиками.
В качестве подводящей итоги программы в 12 ночи по воскресеньям выходит шоу «Internationaler Frühschoppen», когда нет трансляций «Presseclub» от ARD.
Сериалы «Historische Debatten» (исторические дебаты) и «Historische Ereignisse» (исторические события) журналиста Гельмута Иллерта поднимают важные темы развития Федеративной республики Германии.
Phoenix сравним с американским каналом C-SPAN или BBC Parliament, так как освещает правительство.